# Chilomys instans
Chilomys instans (Thomas, 1895) è un roditore della famiglia dei Cricetidi, unica specie del genere Chilomys (Thomas, 1897), diffuso nell'America meridionale.

## Descrizione

### Dimensioni
Roditore di piccole dimensioni, con la lunghezza della testa e del corpo tra 86 e 99 mm, la lunghezza della coda tra 105 e 130 mm, la lunghezza del piede tra 22 e 25 mm, la lunghezza delle orecchie tra 14 e 18 mm e un peso fino a 22 g.

### Caratteristiche craniche e dentarie
Il cranio presenta una scatola cranica alquanto grande, robusta e rotonda, un rostro sottile, mentre è privo di creste sopra-orbitali. Le placche zigomatiche sono dritte, i fori palatali sono molto corti. Gli incisivi superiori sono vistosamente proodonti, ovvero inclinati in avanti, quelli inferiori sono invece lunghi e molto sottili. Il terzo molare è ridotto.
Sono caratterizzati dalla seguente formula dentaria:

### Aspetto
La pelliccia è lunga, soffice e lanosa. Il colore generale del corpo è grigio scuro con la punta dei peli del dorso bianco-argentata. Le orecchie sono relativamente corte, prive di peli e grigiastre. Le zampe sono brunastre. Il quinto dito del piede raggiunge la base della seconda falange del quarto dito. La coda è più lunga della testa e del corpo e finemente rivestita di piccoli peli ed è uniformemente marrone.

## Biologia

### Comportamento
È una specie terricola e notturna e spesso si trova insieme a Thomasomys hylophilus alla quale è somigliante.

### Alimentazione
È onnivora.

## Distribuzione e habitat
Questa specie è diffusa nelle Ande settentrionali, dal Venezuela occidentale e attraverso la Colombia centrale e settentrionale fino all'Ecuador centrale.
Vive nelle foreste umide tra 1.100 e 3.700 metri di altitudine.

## Conservazione
La IUCN Red List, considerato il vasto areale, la popolazione presumibilmente numerosa e la presenza in diverse aree protette, classifica C.instans come specie a rischio minimo (Least Concern).